# Sacrifice 2007
Sacrifice 2007 è stata la terza edizione del pay-per-view prodotto dalla Total Nonstop Action Wrestling (TNA). L'evento ha avuto luogo il 13 maggio 2007 presso l'Impact Zone di Orlando, in Florida.

## Risultati
| # | Match | Stipulazioni                                                                                    | Durata |
| - | --- | ----------------------------------------------------------------------------------------------- | ------ |
| 1 | Chris Sabin (c) ha sconfitto Jay Lethal e Sonjay Dutt                                                                               | Fatal three-way match per il titolo TNA X Division Championship                                 | 13:00  |
| 2 | Robert Roode (con Ms. Brooks) ha sconfitto Jeff Jarrett                                                                             | Single match                                                                                    | 11:21  |
| 3 | Christopher Daniels ha sconfitto Rhino                                                                                              | Single match                                                                                    | 9:56   |
| 4 | Basham and Damaja (con Christy Hemme) ha sconfitto Kip James                                                                        | 2 contro 1 Handicap match                                                                       | 04:26  |
| 5 | Chris Harris ha sconfitto James Storm                                                                                               | Texas Death match                                                                               | 17:14  |
| 6 | Jerry Lynn ha sconfitto Tiger Mask, Alex Shelley e Senshi                                                                           | Fatal four-way match                                                                            | 10:43  |
| 7 | Team 3D (Brother Ray e Brother Devon) (c) hanno sconfitto Scott Steiner e Tomko e The Latin American Xchange (Homicide e Hernandez) | Fatal three-way tag team match per il titolo NWA World Tag Team Championship                    | 12:38  |
| 8 | Samoa Joe ha sconfitto A.J. Styles                                                                                                  | Single match                                                                                    | 12:48  |
| 9 | Kurt Angle (*) ha sconfitto Sting e Christian Cage                                                                                  | Fatal three-way match per coronare il primo detentore del titolo World Heavyweight Championship | 10:45  |
|   | | (c) = campione in carica al momento dell'inizio del match                                       |        |

(*) = Angle fu dichiarato campione ma dopo il match la decisione fu cambiata poiché anche Sting schienava Cage nello stesso momento in cui lo faceva Angle e così il titolo non fu definitivamente assegnato fino al successivo Slammiversary e dove Angle lo vinse in un King of the Mountain match.